# Taraxacum oxyrhinum
Taraxacum oxyrhinum — вид квіткових рослин з родини айстрових (Asteraceae). Вид зростає в Європі: Австрія, Чехія, Франція, Німеччина, Польща, Іспанія, Швейцарія; це багаторічна рослина помірних біомів.